# Плеоморфізм
Плеоморфізм — дискретна варіація певної характеристики в межах єдиної популяції, зазвичай рослин, мікроорганізмів та клітинних ліній, в результаті чого виникає кілька ірегулярних форм організмів, так званих морф, що можуть утворюються як на певних стадіях життєвого циклу окремого організму, так і протягом кількох поколінь на популяційному рівні.

## Плеоморфізм при описах різних груп організмів
Плеоморфізм особливо часто зустрічається у певних груп бактерій (таких як Rickettsia, Borrelia і Mycoplasma) та дріжджів (телеоморфа та голоморфа), що значно утруднює завдання їх ідентифікації та дослідження.
Цей термін регулярно використовують паразитологи при описах мінливості у найпростіших, зокрема у малярійного плазмодія (рід Plasmodium) та бабезій (рід Babesia) з класу Aconoidasida типу Апікомплексні (Apicomplexa) тощо.
Плеоморфізм є поширеним явищем і у грибів, зокрема у аскоміцетів (відділ Ascomycota). Наприклад, відомо, що відомий їх дослідник Марія Зерова (1902—1994) У 1942 році захистила дисертацію за темою «Плеоморфізм деяких аскоміцетів».  
Термін «плеоморфізм», по суті — мікробіологічний, який застосовують фактично тільки для одноклітинних істот. Він аналогічний терміну «поліморфізм», що використовується для вищих рослин і тварин.

## Плеоморфізм в цитології
Також плеоморфізм спостерігається у клітин деяких пухлин, що мають різноманітні форми клітини та її ядра.

## Ресурси Інтернету
- Pleomorphism  Encyclopaedia Britannica (англ.)
- Pleomorphism of Microorganisms and Theories of Infectious Disease (англ.)

| Екологія | Це незавершена стаття з екології. Ви можете допомогти проєкту, виправивши або дописавши її. |